# Daniel Fernández Crespo
Daniel Fernández Crespo (ur. 28 kwietnia 1901 w Libertad, zm. 28 lipca 1964 tamże) – prezydent Urugwaju w latach 1963–1964 (do śmierci).
Daniel Fernández Crespo początkowo pracował jako nauczyciel. Crespo należał do Partii Narodowej od lat 30. W latach 1954–1958 pracował jako członek w Krajowej Radzie rządu Urugwaju. Po objęciu władzy udoskonalił system sądownictwa oraz system wypłacania emerytur. Sprawował rządy totalitarne jako nacjonalista.

## Upamiętnienia
Jedna z ulic w Montevideo jest nazwana jego imieniem.